# Insch
Insch és una localitat situada al consell d'Aberdeenshire, a Escòcia (Regne Unit), amb una població estimada a mitjan 2016 de 2.690 habitants.
Està situada a l'est d'Escòcia, prop de la costa de la mar del Nord i de la ciutat d'Aberdeen.